# Stefano Bollani
Stefano Bollani (Milano, 5 dicembre 1972) è un compositore, pianista e cantante italiano, attivo anche come scrittore, attore teatrale, umorista e showman.
Vanta collaborazioni con i musicisti Gato Barbieri, Chick Corea, Chano Domínguez, Bill Frisell, Sol Gabetta, Richard Galliano, Gabriele Mirabassi, Egberto Gismonti, Lee Konitz, Bobby McFerrin, Pat Metheny, Gonzalo Rubalcaba, Chucho Valdés, Caetano Veloso, Trilok Gurtu, Phil Woods, Hector Zazou, Anat Cohen, Stian Carstensen e un lungo sodalizio con il trombettista Enrico Rava, insieme al quale ha inciso più di quindici dischi. Si è inoltre esibito con numerose orchestre sinfoniche (Filarmonica della Scala, Orchestra dell'Accademia Nazionale di Santa Cecilia di Roma, Gewandhaus di Lipsia, Concertgebouw di Amsterdam, Orchestre de Paris, Toronto Symphony Orchestra tra le altre) e con direttori come Riccardo Chailly, Daniel Harding, Kristjan Järvi, Zubin Mehta, Gianandrea Noseda e Antonio Pappano. Numerose le sue esibizioni con artisti del pop-rock italiano e le sue partecipazioni in campo radiofonico e televisivo, dove ha più volte ricoperto il ruolo di conduttore. Ha all'attivo 49 album (31 in studio), oltre a una lunga lista di collaborazioni discografiche.
Nel 2024 viene fatto Ministro Fiammeggiante dell’Etoile d’Or dell’Istituto Patafisico Vitellianense

## Biografia

### Origini
Nasce a Milano, figlio di Roberto Bollani, milanese, e da Maddalena, di Rovigo. Ha una sorella di nome Manuela, nata ad Alba in Piemonte.

### Carriera musicale
I suoi genitori sono costretti, per motivi di lavoro, ad allontanarsi da Milano e vivere prima a Bologna ed, in seguito, a Firenze dove Stefano inizia a studiare pianoforte all’età di 6 anni e già a 15 anni inizia a esibirsi in modo professionale. Contemporaneamente, dagli 11 anni, studia jazz dapprima con Luca Flores, poi con Mauro Grossi e Franco D'Andrea e nel 1993 si diploma al Conservatorio Luigi Cherubini sotto la guida del maestro napoletano Antonio Caggiula (allievo di Paolo Denza). Dopo una breve esperienza come turnista nel mondo del pop con Raf e Jovanotti e la militanza nel gruppo pop-rock La Forma, che comprendeva anche Irene Grandi e Marco Parente, a partire dalla metà degli anni Novanta si afferma in ambito jazz.
Fondamentale è l’incontro con Enrico Rava, che lo chiama al suo fianco nel 1996. Insieme a lui tiene centinaia di concerti in tutto il mondo e incide più di quindici dischi, a partire da Certi angoli segreti (1998), Rava Plays Rava e Shades of Chet (1999). Inizia inoltre a suonare regolarmente con alcuni dei più importanti jazzisti italiani: Paolo Fresu, Roberto Gatto ed Enzo Pietropaoli.
Nel 1998, insieme al cantautore Massimo Altomare, incide il suo primo album, Gnòsi delle fànfole, su testi dall'omonimo libro di Fosco Maraini. Nello stesso anno partecipa a TenderLee for Chet – la prima delle sue numerose esperienze discografiche con il sassofonista statunitense Lee Konitz – e vince il premio della rivista Musica Jazz come miglior nuovo talento. L'anno seguente Bollani pubblica due nuovi dischi: Mambo italiano, realizzato insieme a uno dei suoi partner più fidati, il contrabbassista Ares Tavolazzi; e L’orchestra del Titanic, con la formazione omonima che, accanto a Bollani, comprende Antonello Salis, Riccardo Onori, Raffaello Pareti e Walter Paoli. Insieme ai Solisti dell’Orchestra della Toscana, prende inoltre parte a Passatori, album del fisarmonicista francese Richard Galliano.
Le collaborazioni non si limitano però nell'ambito del jazz, come testimonia Abbassa la tua radio (2000), disco-concerto a cui partecipano musicisti che hanno incrociato più volte il loro percorso artistico con Bollani: Barbara Casini, Irene Grandi, Elio, Marco Parente, Peppe Servillo, oltre a Enrico Rava Roberto Gatto e Javier Girotto. Lo stile eclettico e votato all’improvvisazione di Bollani lo porta a cimentarsi con i progetti più disparati: nel 2002 lavora come produttore artistico al disco di Bobo Rondelli Disperati, intellettuali, ubriaconi, vincendo anche il Premio Ciampi per gli arrangiamenti; nel 2004 registra Cantata dei pastori immobili, libro-cd e spettacolo per quattro voci su testi di David Riondino; suona poi con gruppi come Banda Osiris e la Bandabardò, lavora a colonne sonore di Riz Ortolani e Giovanni Nuti, affianca protagonisti storici della musica italiana come Massimo Ranieri. Nel 2007 si esibisce anche al Festival di Sanremo, come ospite nella serata del giovedì, accompagnando al piano Johnny Dorelli nel brano Meglio così (tornerà come ospite a Sanremo nell’edizione 2013, duettando con Caetano Veloso).
Non si ferma, intanto, il sodalizio con Enrico Rava. Insieme a lui Bollani firma, tra gli altri, gli album Montréal Diary/B (2001), Tati (2005), The Third Man (2007) e New York Days (2009) e partecipa a dischi e tournée internazionali che lo vedono suonare con musicisti come Gianni Basso, Gianluca Petrella, John Abercrombie, Jeff Ballard, Larry Grenadier, Paul Motian, Mark Turner, Phil Woods, Gato Barbieri e Pat Metheny. Di prestigio anche gli incontri, del 2003, con la cantante russa Sajncho Namčylak (Who Stole the Sky?) e con Hector Zazou, che lo chiama a suonare in Strong Currents (tra gli altri ospiti dell’album anche Laurie Anderson, Jane Birkin e Ryuichi Sakamoto).
Tra il 2002 e il 2006, Bollani incide quattro dischi per l'etichetta francese Label Bleu. Inaugura la serie Les fleurs bleues (2002), ispirato all'omonimo romanzo di Raymond Queneau e inciso con Scott Colley e Clarence Penn. Segue, nel 2003, Småt Småt, disco che viene segnalato dalla rivista inglese Mojo come uno dei migliori dell’anno e che contribuisce anche alla conquista del Premio Carosone. Nel 2004 – anno che culmina con il New Star Award, premio della rivista giapponese Swing journal assegnato per la prima volta a un musicista non statunitense – esce Concertone, il primo disco registrato da Bollani con un'orchestra sinfonica: l'Orchestra della Toscana diretta da Paolo Silvestri; sulle musiche del disco il coreografo Mauro Bigonzetti realizza anche un balletto per lo Stuttgart Ballet. Chiude la serie I visionari (2006), album realizzato con la band omonima formata da Mirko Guerrini, Nico Gori, Ferruccio Spinetti e Cristiano Calcagnile, con le partecipazioni speciali di Mark Feldman, Paolo Fresu e Petra Magoni (al tempo moglie di Bollani).
Contemporaneamente l'etichetta Venus Japan pubblica quattro dischi dello Stefano Bollani Trio, formazione con Ares Tavolazzi al contrabbasso e Walter Paoli alla batteria: Black and Tan Fantasy (2002), Volare (2002), Falando de amor (2003), Ma l’amore no (2004) e I'm in the Mood for Love (2007). In parallelo Bollani avvia un’intensa collaborazione con il contrabbassista Jesper Bodilsen e il batterista Morten Lund, insieme a cui formerà il Danish Trio. In tre anni escono, per l’etichetta Stunt, Mi ritorni in mente (2003), Close to You (2004, con la cantante danese Katrine Madsen) e Gleda: Songs from Scandinavia (2005); seguirà nel 2009, per ECM, Stone in the Water.
Cruciale nella carriera dell’artista è la pubblicazione di Piano solo nel 2006: la rivista Musica Jazz lo premia come disco dell'anno e nomina Bollani musicista italiano dell’anno (riconoscimento che otterrà anche nel 2010). Particolarmente significativo è anche il 2007, anno in cui si mette alla prova nel repertorio classico, insieme alla Filarmonica '900 del Teatro Regio di Torino diretta da Jan Latham-Koenig, registrando il Concert champêtre, Les Animaux modèles e le Improvvisazioni 13 e 15 di Francis Poulenc. Pochi mesi dopo esce BollaniCarioca, disco di grande successo internazionale realizzato insieme a importanti artisti brasiliani (dalla tournée verranno poi ricavati anche il DVD e il Blu-ray Disc Carioca Live, editi da Ermitage e prodotti da Gianni Salvioni) con cui aveva già realizzato il disco Abbassa la tua radio e la rimusicazione del film muto Come vinsi la guerra di Buster Keaton. A dicembre 2007, Bollani suona un pianoforte a coda in una favela di Rio de Janeiro: un’impresa riuscita in precedenza solo ad Antônio Carlos Jobim. Nello stesso anno vince l’Hans Koller European Jazz Prize come migliore musicista europeo del 2007 e viene inserito dalla rivista americana All About Jazz nell'elenco dei cinque più importanti musicisti dell'anno insieme a Dave Brubeck, Ornette Coleman, Charles Mingus e Sonny Rollins.
In questo periodo proseguono le incursioni nel mondo della canzone italiana (con omaggi discografici a Luigi Tenco e Sergio Bardotti, e partecipazioni ad album di Samuele Bersani, Claudio Baglioni e, più tardi, Daniele Silvestri e Fabio Concato). La collaborazione più rilevante del periodo è però quella avviata nel 2009 con uno dei più grandi pianisti della storia del jazz, Chick Corea, insieme a cui Bollani propone un duo pianistico senza precedenti in varie città d'Italia e a Umbria Jazz Winter 2010. Da questo concerto verrà poi ricavato anche l'album live Orvieto.

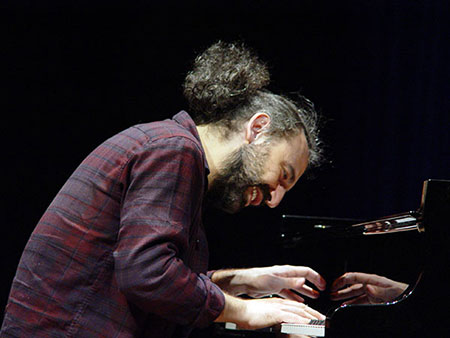
Stefano Bollani al piano nel 2014

Il 2010, anno in cui il Berklee College of Music assegna a Bollani la laurea honoris causa, si segnala per un nuovo grande successo discografico. Il 14 settembre 2010, per l'etichetta di musica classica Decca Records, esce Rhapsody in Blue - Concerto in F. Inciso con la Gewandhausorchester di Lipsia diretta da Riccardo Chailly, il cd contiene tre lavori del compositore statunitense George Gershwin: Rapsodia in blu (nella versione per pianoforte e jazz band ideata da Paul Whiteman), il Concerto in fa per pianoforte e orchestra e le Rialto Ripples. Il cd entra direttamente all’ottavo posto della classifica pop: in assoluto, è la prima volta in Italia che un disco di classica entra nella top ten. Il cd di Bollani e Chailly rimane in classifica per 32 settimane, per 3 settimane figura anche nella top ten e con più di 70 000 copie vendute vince il Disco di Platino.
Nel 2012 la coppia Bollani-Chailly con la Gewandhausorchester pubblica Sounds of the 30s, cd che vede l’esecuzione di grandi classici degli anni trenta: il Concerto per pianoforte e orchestra in sol maggiore di Maurice Ravel; il Tango di Igor' Stravinskij; il Tango di Kurt Weill, da L’opera da tre soldi; Surabaya Johnny dello stesso Weill, dalla commedia musicale Happy End; la suite Le mille e una notte di Victor de Sabata. Il programma del disco è anticipato, il 3 settembre 2011, da un’esibizione live nella Augustusplatz di Lipsia, con un pubblico di oltre 20 000 persone.
Sempre insieme a Chailly, Bollani si esibisce anche con l'Orchestre de Paris (alla Salle Pleyel) e con la Filarmonica della Scala (prima a teatro e poi in una gremita Piazza del Duomo a Milano). Dal concerto milanese del 21 aprile 2012, trasmesso in diretta nei cinema di quasi 20 Paesi, nasce anche il DVD Live at La Scala (2013) che comprende composizioni di George Gershwin (Catfish Row, Un americano a Parigi, Concerto in fa, Rialto Ripples) e brani di Scott Joplin (Maple Leaf Rag) e Joseph Kosma (Autumn Leaves).
Mentre si susseguono i concerti con orchestre sinfoniche – dirette tra gli altri da Daniel Harding, Kristjan Järvi, Zubin Mehta, Gianandrea Noseda e Antonio Pappano – viene registrato anche Big Band!, album con la NDR Bigband di Amburgo diretta dal sassofonista norvegese Geir Lysne (2011; Echo Jazz-Preis 2013). In seguito, dopo aver preso parte alle registrazioni dell'album Respiro del cantautore Joe Barbieri (con il quale esegue il brano Un regno da disfare), escono Irene Grandi & Stefano Bollani (2012) e O que serà (2013), disco che comprende registrazioni dal vivo dell’anno precedente con il musicista brasiliano Hamilton de Holanda. Nel 2014 è la volta di Sheik Yer Zappa, tributo – registrato dal vivo nel 2011 – alla musica di Frank Zappa, che Bollani definisce così: "Un rocker che prendeva in giro con sarcasmo il mondo del quale faceva parte, canzonandone gli stereotipi e agendo in modo diametralmente opposto a quello dei suoi colleghi". Sempre nel 2014, riprendono le pubblicazioni con il Danish Trio ed esce Joy in Spite of Everything, album impreziosito dalla presenza di Mark Turner e Bill Frisell e premiato da Musica Jazz come miglior disco dell'anno. Il 26 settembre arriva un altro importante riconoscimento internazionale, con l'assegnazione a Bollani del JTI Trier Jazz Award.
Nel settembre 2015 il pianista partecipa all'iniziativa di Musica Jazz in ricordo di Sergio Endrigo nel decennale della scomparsa, interpretando insieme a David Riondino un medley di canzoni di Endrigo nella raccolta Momenti di jazz. Nello stesso mese esce Arrivano gli alieni, disco in cui si cimenta per la prima volta come cantautore, seguito nel 2016 dall'album in solo Live from Mars (allegato al settimanale L'Espresso e al quotidiano la Repubblica) e dal nuovo progetto Napoli Trip: accompagnato da Daniele Sepe, Nico Gori, Manu Katché e Jan Bang, e affiancato da ospiti come Arve Henriksen, Audun Kleive e Hamilton de Holanda, Bollani rende omaggio a uno dei suoi amori di sempre, la musica napoletana. Sempre nel 2016 partecipa al disco di Hamilton de Holanda Samba de chico e, nel brano Vai trabalhar vagabundo, suona anche con Chico Buarque. Nel 2017 pubblica Mediterraneo, live registrato nella Sala Grande della Berliner Philharmonie insieme ai componenti del Danish Trio Jesper Bodilsen e Morten Lund, al fisarmonicista francese Vincent Peirani e a quattordici elementi dell’Orchestra filarmonica di Berlino. Nel concerto, diretto e arrangiato da Geir Lysne, rivisita grandi classici del repertorio italiano, da Monteverdi, Leoncavallo, Puccini e Rossini fino a Rota, Morricone e Paolo Conte. Nel maggio 2018 Bollani pubblica Que bom, primo disco della sua etichetta discografica Aloba: composto da brani inediti e interamente registrato a Rio de Janeiro, vede la partecipazione fra gli altri di Caetano Veloso e João Bosco. Sempre per Aloba, ad aprile 2020, esce Piano Variations on Jesus Christ Superstar, libera rivisitazione per pianoforte solo della colonna sonora di Jesus Christ Superstar, a cinquant'anni dalla pubblicazione. Il suo penultimo album è El Chakracanta, registrato dal vivo a Buenos Aires con l'Orquesta Sin Fin, diretta da Exequiel Mantega, e disponibile dal 26 marzo 2021. Il 28 aprile 2023 pubblica il suo ultimo album in piano solo dal titolo Blooming distribuito da Sony Music.
Nel 2024 è importante la collaborazione con Lorenzo Hengeller in Il pianerottolo (tracks Frasi fatte – Cantieri – Disaccordi – Il giorno dell’amore) e nel 2025 collabora con Christian Mascetta Ricami (track Il suono di casa mia).

### Radio
Per la radio, Bollani è stato ideatore e conduttore, con David Riondino e Mirko Guerrini, della trasmissione Il Dottor Djembè. Via dal solito tam tam, in onda su Rai Radio 3 dal 2006 al 2012. Dal programma sono nati anche il libro Lo zibaldone del Dottor Djembè (2008), lo speciale tv Buonasera Dottor Djembè (Rai 3, 2010) e il cd Il Dottor Djembe live (2012), che vede la partecipazioni di ospiti come Fabrizio Bentivoglio, Paolo Benvegnù, Enrico Dindo, Patrizio Fariselli e Gianluigi Trovesi.
Dal 19 al 30 ottobre 2020, con la moglie Valentina Cenni ha condotto Evviva!, programma in dieci puntate in onda dal lunedì al venerdì alle ore 13:00 su Rai Radio 3.
Nel settembre 2008 ha firmato tutte le sigle del palinsesto di Radio Rai 3, molte delle quali ancora in onda (fra le altre, le sigle di GR3 e Onda Verde).
É stato ospite fisso delle trasmissioni di Radio2 Caterpillar e 610 (insieme a Lillo e Greg).

### Televisione

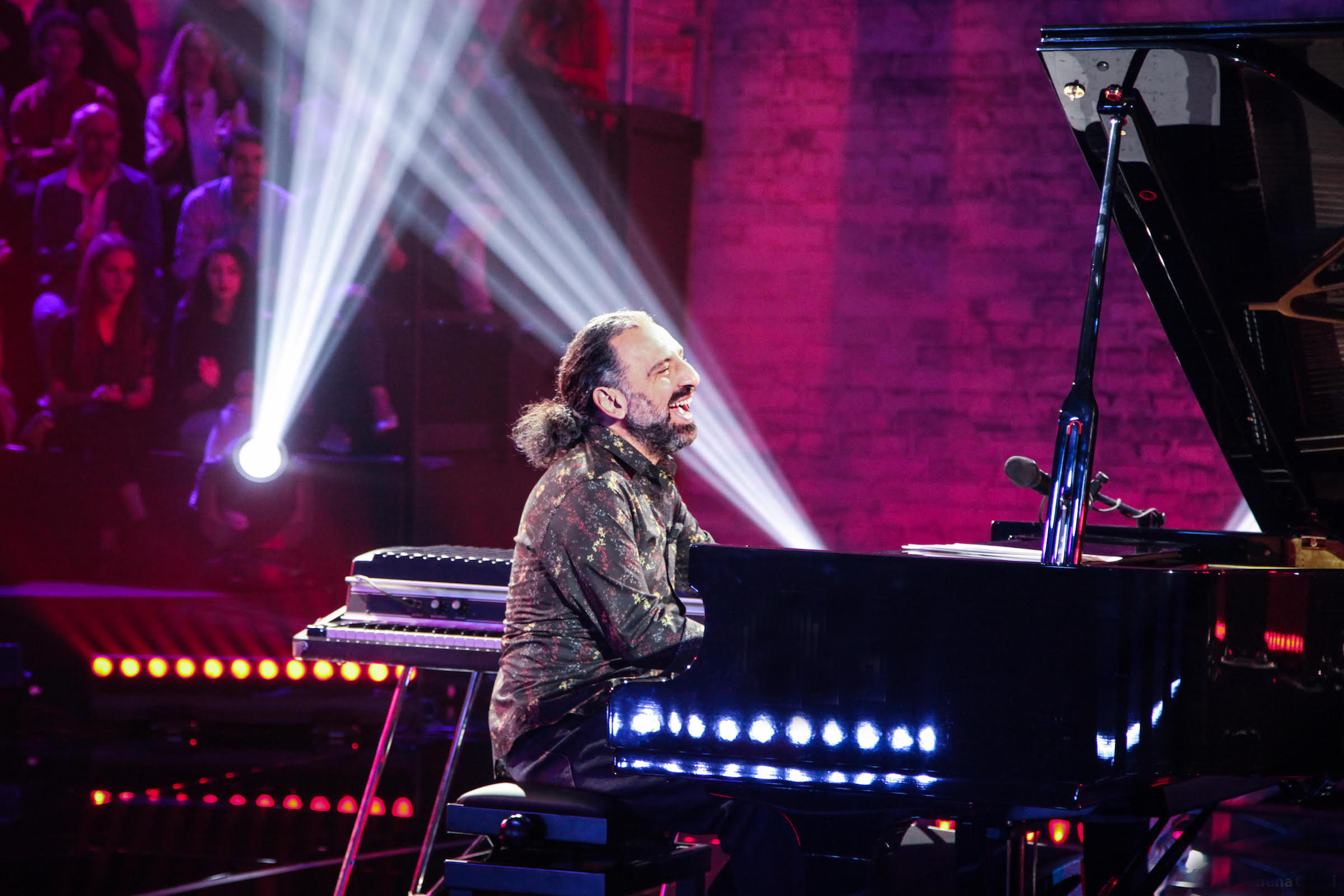
L'importante è avere un piano

In televisione è stato ospite fisso di Renzo Arbore nel programma Meno siamo meglio stiamo (Rai 1, 2005) e poi ideatore, autore e conduttore delle due edizioni di Sostiene Bollani (Rai 3, 2011 e 2013), programma con cui, insieme a Caterina Guzzanti, porta la musica jazz sul piccolo schermo. Il 1º dicembre 2011, sul quotidiano Metro, il critico Mariano Sabatini ha commentato: "Dai tempi di Alessandro Baricco e L'amore è un dardo, Stefano Bollani è forse l'unico vero nuovo personaggio che la tv abbia proposto".
È tornato, nel 2016, alla conduzione televisiva con L’importante è avere un piano: sette appuntamenti in seconda serata su Rai 1 con ospiti, improvvisazioni e musica dal vivo. Il 1º gennaio 2020, sempre su Rai 1, è apparso nel programma di Roberto Bolle Danza con me, dove ha accompagnato Andrea Bocelli in Con te partirò, brano danzato dallo stesso Bolle in coppia con Nicoletta Manni, prima ballerina della Scala di Milano.
Dal 15 marzo 2021 al 3 maggio 2021, insieme a Valentina Cenni, ha condotto su Rai 3 la prima edizione di Via dei Matti nº0, trasmissione in onda dalle ore 20:20 alle 20:45, grazie alla quale si è aggiudicato il Premio Flaiano per il miglior programma culturale. Dalla trasmissione, tornata in onda il 5 settembre 2022, è nato anche un album omonimo che raccoglie 20 brani presentati nel corso della prima edizione.
Il 18 marzo 2021, in prima visione, Rai 1 ha inoltre trasmesso Carosello Carosone (regia di Lucio Pellegrini), film per la televisione di cui Bollani ha firmato le musiche interpretando anche un cameo, nel ruolo di Alberto Curci.
Il 25 settembre 2023 ritorna su Rai 3 con Valentina Cenni per la terza edizione di Via dei Matti nº0.
Una quarta edizione di Via dei Matti nº0 è iniziata il 16 dicembre 2024.

### Progetti teatrali
A teatro ha lavorato sia in scena che come autore delle musiche. Tra le produzioni di maggior successo si ricorda Guarda che luna! (2001, diventato poi un DVD), spettacolo in cui si è esibito con Gianmaria Testa, Banda Osiris, Enrico Rava, Enzo Pietropaoli e Piero Ponzo. Come autore delle musiche, ha lavorato più volte con Lella Costa (Alice. Una meraviglia di paese, Amleto e Ragazze) e con i registi Giorgio Gallione e Cristina Pezzoli.
Nella stagione teatrale 2015/2016, ha portato in scena lo spettacolo La regina Dada, scritto, interpretato e diretto insieme a Valentina Cenni.
Nel 2016 è interprete e autore delle musiche dello spettacolo Wonderland. Cchiù scuru di mezzenotti un po’ fari, diretto da Daniele Ciprì, scritto da Damiano Bruè e Nicola Ragone, e prodotto dal Teatro Stabile di Bolzano.

### Progetti editoriali
Ha al suo attivo diversi libri. Tra questi L'America di Renato Carosone (2004), il romanzo La sindrome di Brontolo (2006), e i più recenti Parliamo di musica (2013) e Il monello, il guru, l'alchimista e altre storie di musicisti (2015), due viaggi nella storia della musica scritti con Alberto Riva.
Nel 2005, in veste di autore/recensore ha contribuito alla nascita della rivista Giudizio Universale.
Ha inoltre scritto prefazioni per libri come: George Martin, L'estate di Sgt. Pepper. Come i Beatles e George Martin crearono Sgt. Pepper's Lonely Hearts Club Band (La Lepre edizioni, 2013); Anne Givaudan e Riccardo Geminiani, La maga e la bambina (Trigono Edizioni, 2017); Tom Robbins, Tibetan peach pie. Cronache di una vita immaginifica (Tlon, 2017); Robert Anton Wilson, Sex, drugs & magick (Spazio interiore, 2020); Angelo Branduardi con Fabio Zuffanti, Confessioni di un malandrino. Autobiografia di un cantore del mondo (Baldini+Castoldi, 2022).

## Vita privata
Ha avuto una lunga relazione con la cantante Petra Magoni, da cui ha avuto due figli, Leone (nato nel 1999) e Frida (nata nel 2004).
Nel 2018 si è sposato con l'attrice Valentina Cenni.

## Omaggi
- A Bollani è ispirato il personaggio dei fumetti Disney Paperefano Bolletta, musicista amico di Paperino, che compare per la prima volta nella storia Paperino e il segreto del tenore smemorato sul numero 2808 di Topolino (22 settembre 2009),[47] e torna poi in Paperinik e le note criminali (n. 2860, 21 settembre 2010)[48] e Paperinik e il mistero del falso che è vero (n. 3092, 25 febbraio 2015).[49] Alle tre storie e al personaggio sono dedicate anche le copertine dei rispettivi numeri di Topolino.

## Premi e riconoscimenti

### Premi principali
- 1998 – Miglior nuovo talento (rivista Musica Jazz)
- 2003 – Premio Carosone
- 2004 – New Star Award (premio della rivista giapponese Swing Journal ai talenti emergenti stranieri)
- 2006 – Musicista italiano dell'anno (Musica Jazz)
- 2006 – Piano solo disco dell’anno (Musica Jazz)
- 2007 – Hans Koller European Jazz Prize
- 2007 – Musicista dell'anno (rivista americana All About Jazz)
- 2009 – Paul Acket Award (North Sea Jazz Festival)
- 2010 – Capri Global Artist Award
- 2010 – Musicista dell'anno (Musica Jazz)
- 2011 – Premio Fiorentini nel mondo
- 2011 – Los Angeles Excellence Award per la cultura italiana nel mondo
- 2012 – Premio Milano per la musica
- 2013 – Echo Jazz-Preis a Big Band! (disco dell'anno nella categoria "Big Band")
- 2014 – JTI Trier Jazz Award
- 2014 – Joy in Spite of Everything disco dell'anno (Musica Jazz)
- 2019 – Premio Monini "Una finestra sui due mondi"
- 2021 – Nastro d'argento alla migliore colonna sonora per Carosello Carosone[50]
- 2021 – Premio Flaiano per il miglior programma televisivo culturale Via dei Matti nº0
- 2021 – Premio Tenco alla carriera[51]
- 2022 – Premio della critica Soundtrack Stars Award, 79ª Mostra internazionale d’arte cinematografica di Venezia[52]
- 2023 – Migliori Musiche al film Il Pataffio al Festival del Cinema Città di Spello
- 2023 – Premio Lucca Classica
- 2023 – David di Donatello per Migliore Colonna Sonora al film Il Pataffio
- 2023 – Candidatura Miglior colonna sonora Nastri d'argento per il film Il Pataffio

### Onorificenze
- Gonfalone d'argento della Regione Toscana[54]
- Cittadino onorario di Napoli[55]
- Membro onorario del Collegio italiano di Patafisica[56]
- Gran Visir del Sultanato dello Swing

## Discografia

### Album in studio
- 1998 – Gnòsi delle fànfole (con Massimo Altomare, su testi di Fosco Maraini) – Sonica (nuova edizione come libro-cd, Baldini Castoldi Dalai 2007)
- 1999 – L’orchestra del Titanic (con Antonello Salis, Riccardo Onori, Raffaello Pareti, Walter Paoli) – Via Veneto Jazz
- 1999 – Mambo italiano (con Ares Tavolazzi) – Philology
- 2000 – Abbassa la tua radio (con Barbara Casini, Elio, Roberto Gatto, Irene Grandi, Marco Parente, Enrico Rava, Peppe Servillo e altri) – Ermitage
- 2001 – Il cielo da quaggiù (con L’orchestra del Titanic e Petra Magoni) – Via Veneto Jazz
- 2002 – Black and Tan Fantasy (con Ares Tavolazzi, Walter Paoli) – Venus Japan
- 2002 – Les fleurs bleues (con Scott Colley e Clarence Penn) – Label Bleu
- 2002 – Volare (con Ares Tavolazzi, Walter Paoli) – Venus Japan
- 2003 – Falando de amor (con Ares Tavolazzi, Walter Paoli) – Venus Japan
- 2003 – Småt Småt – Label Bleu
- 2004 – Concertone (con Orchestra della Toscana, Ares Tavolazzi, Walter Paoli, dir. e arrang. Paolo Silvestri) – Label Bleu
- 2004 – Ma l’amore no (con Ares Tavolazzi, Walter Paoli) – Venus Japan
- 2004 – Mi ritorni in mente (con Jesper Bodilsen, Morten Lund) – Stunt
- 2005 – Gleda (con Jesper Bodilsen, Morten Lund) – Stunt
- 2006 – Piano solo – ECM
- 2006 – I visionari (con la band I Visionari, Petra Magoni, Mark Feldman, Paolo Fresu) – Label Bleu
- 2007 – Francis Poulenc: Les Animaux modèles; Concert champêtre pour piano et orchestre; Improvisations 13, 15 (con Filarmonica ’900 del Teatro Regio di Torino, dir. Jan Latham-Koenig) – Avie
- 2007 – I'm in the Mood for Love (con Ares Tavolazzi, Walter Paoli) – Venus Japan
- 2008 – BollaniCarioca (con Marco Pereira, Jorge Helder, Jurim Moreira, Zé Nogueira, Armando Marçal, Nico Gori, Mirko Guerrini, Zé Renato, Monica Salmaso) – Universal
- 2008 – Omaggio alle occasioni perdute. Ordine agitato (con I Visionari) – Gruppo Editoriale L’Espresso
- 2009 – Stone in the Water (con Jesper Bodilsen, Morten Lund) – ECM
- 2010 – Gershwin: Rhapsody in Blue, Concerto in F (con Gewandhausorchester Leipzig, dir. Riccardo Chailly) – Decca
- 2011 – Big Band! (con NDR Bigband di Amburgo, Jeff Ballard; dir. Geir Lysne) – Verve
- 2012 – Sounds of the 30s (con Gewandhausorchester Leipzig, dir. Riccardo Chailly) – Decca
- 2012 – Irene Grandi & Stefano Bollani (con Irene Grandi) – Carosello
- 2014 – Joy in Spite of Everything (con Jesper Bodilsen, Morten Lund, Mark Turner, Bill Frisell) – ECM
- 2015 – Arrivano gli alieni – Decca
- 2016 – Napoli Trip (con Daniele Sepe, Nico Gori, Manu Katché, Jan Bang, Arve Henriksen, Audun Kleive, Hamilton de Holanda) – Decca
- 2018 – Que bom (con Jorge Helder, Jurim Moreira, Armando Marçal, Thiago da Serrinha, feat. Caetano Veloso, João Bosco, Jaques Morelenbaum, Hamilton de Holanda) – Alobar
- 2020 – Piano variations on Jesus Christ Superstar (coro nel brano Superstar: Frida Bollani, Manuela Bollani, Valentina Cenni) – Alobar
- 2022 – Via dei Matti nº0 (con Valentina Cenni) – Sony Music
- 2023 – Blooming – Sony Music
- 2024 - 18 Preludi per pianoforte - Universal Music Italia

### Album dal vivo
- 2000 – The Macerata Concert (con Franco D’Andrea) – Philology
- 2005 – Gente in cerca di nuvole – I Suoni delle Dolomiti
- 2006 – Gershwin and more... live (con Roberto Gatto) – Philology
- 2006 – Jazz italiano live 2006 (con Ares Tavolazzi, Walter Paoli) – Gruppo Editoriale L’Espresso
- 2010 – Autoscatto – allegato a Musica Jazz
- 2011 – Orvieto (con Chick Corea) – ECM
- 2012 – Il Dottor Djembe live (con David Riondino, Fabrizio Bentivoglio, Paolo Benvegnù, Enrico Dindo, Patrizio Fariselli, Mirko Guerrini, Gianluigi Trovesi e altri) – Rai Trade
- 2013 – O que serà (con Hamilton de Holanda) – ECM
- 2014 – Sheik Yer Zappa (con Jason Adasiewicz, Josh Roseman, Larry Grenadier, Jim Black) – Decca
- 2016 – Live from Mars – Gruppo Editoriale L’Espresso
- 2017 – Mediterraneo (con Jesper Bodilsen, Morten Lund, Vincent Peirani e 14 elementi dei Berliner Philharmoniker; direzione Geir Lysne) – ACT
- 2019 – The Music of Sasha Argov (Live in Tel Aviv) – Alobar
- 2021 – El Chakracanta (Live in Buenos Aires) – Alobar
- 2025 - Jazz at Berlin Philarmonic XV - ACT Music + Vision GmbH & Co.KG

### Raccolte
- 2013 – The Platinum Collection – Universal

### Colonne sonore
- 2010 – Come vinsi la guerra (sonorizzazione del film di Buster Keaton) – Ermitage
- 2012 – Uomini soli. Palermo: i destini incrociati di La Torre e Dalla Chiesa, Falcone e Borsellino (documentario di Paolo Santolini, con Attilio Bolzoni) – Gruppo Editoriale L'Espresso
- 2021 – Carosello Carosone (film per la televisione di Lucio Pellegrini) – Universal
- 2022 – Il pataffio (film di Francesco Lagi) – BMG
- 2022 – Essere oro (film di Valentina Cenni) – Alobar, Vivo film
- 2025 - Marcel et Monsieur Pagnol (film di Sylvain Chomet)

### Compilation
- 1992 – Summertime in Jazz (brani Ti ricordo ancora; Baciami piccina; Averti tra le braccia) – Splasc(h) Records
- 1992 – Classique et divertissement (Suite di Bolling) – Materiali Sonori
- 2002 – Come fiori nel mare (brano Se potessi, amore mio) – Lilium
- 2004 – Premio Carosone 2003 (brano Pianofortissimo) – il manifesto
- 2004 – Sette veli intorno al re (brano Tino, Pino e Barbalunga) – Sony
- 2004 – The Letter: An Unconventional Italian Guide to King Crimson (brano Frame by Frame) – Mellow Records
- 2007 – Piano, solo – colonna sonora (brani Autumn Leaves, Tempus Fugit, The Entertainer, con Enzo Pietropaoli, Roberto Gatto; Angela) – CAM
- 2008 – Bardóci. Inediti e rarità di Sergio Bardotti (brani Il bene mio; Ti voglio dire addio, con Massimo Ranieri) – I dischi del Club Tenco
- 2008 – Canzoni per loro. Adotta un disegno for Emergency (brano Asuda) – Radiofandango
- 2008 – JazzFriends for Emergency (brano Do You Know What It Means to Miss New Orleans?) – Philology
- 2008 – Pan Brumisti. Quelle piccole cose (brano Gli argonauti) – I dischi del Club Tenco
- 2008 – Top Jazz 2007 (brani Sun Bay, con Enrico Rava; Gagongo) – Musica Jazz
- 2009 – Lampi 07/08 (brani Monza, Monza; Mi chiamo Giovanni Sebastiano) – Lampi
- 2009 – Luigi Tenco. Inediti (brano No no no) – I dischi del Club Tenco
- 2011 – Wind Music Awards 2011 (brano Rialto Ripples, con Riccardo Chailly) – Columbia
- 2012 – Capo Verde terra d'amore, vol. 3 (brano Sodade) – Egea Music
- 2015 – Nottedoro. Ninnananne da tutto il mondo – Almendra Music
- 2015 – Sergio Endrigo e interpreti vari, Momenti di jazz (brano Endrigo Medley, con David Riondino e Quartetto Euphoria) – I dischi del Club Tenco

## Composizioni sinfoniche
- 2004 – Concertone per trio jazz e orchestra sinfonica (arrangiamenti di Paolo Silvestri)
- 2017 – Concerto Azzurro per pianoforte e orchestra (arrangiamenti di Paolo Silvestri)
- 2019 – Concerto Verde per pianoforte e orchestra

## Video

### DVD
- 2007 – Guarda che luna! (con Gianmaria Testa, Banda Osiris, Enrico Rava, Enzo Pietropaoli, Piero Ponzo) – Radiofandango
- 2009 – Carioca Live – Ermitage
- 2009 – Stefano Bollani: A Portrait in Blue (documentario di Michele Francesco Schiavon)– Harvey Film
- 2009 – Stefano Bollani / Banda Osiris: Primo piano – Ducale
- 2013 – Bollani / Chailly Live at la Scala – Universal
- 2013 – Sostiene Bollani (triplo DVD) – Rai
- 2018 – Dalla parte di Gianmaria (Egea/Feltrinelli)

### Videoclip
- 2015 – Arrivano gli alieni (ideazione e regia di Valentina Cenni)

## Teatro
- 2001 – Guarda che luna! (attore e coautore) – con Gianmaria Testa, Banda Osiris, Enrico Rava, Enzo Pietropaoli, Piero Ponzo
- 2004 – Presepe vivente e cantante (attore e autore delle musiche) – di e con David Riondino, e con Paolo Benvegnù, Monica Demuru, Petra Magoni, Mauro Mengali
- 2005 – Primo piano (attore e coautore) – con Banda Osiris
- 2005 – Alice. Una meraviglia di paese (autore delle musiche) – di e con Lella Costa, regia di Giorgio Gallione
- 2007 – Amleto (autore delle musiche) – di e con Lella Costa, regia di Giorgio Gallione
- 2009 – Ragazze (autore delle musiche) – di e con Lella Costa, regia di Giorgio Gallione
- 2013 – Antigone (autore delle musiche) – regia di Cristina Pezzoli
- 2014 – L'invenzione della solitudine (autore delle musiche) – con Giuseppe Battiston, regia di Giorgio Gallione
- 2015 – La regina Dada (attore, coautore, coregista, autore delle musiche) – di e con Valentina Cenni
- 2016 – Wonderland (attore e autore delle musiche) – regia di Daniele Ciprì

## Libri
- L'America di Renato Carosone, Roma, Elleu Multimedia, 2004, ISBN 88-7476-245-3.
- La sindrome di Brontolo, Milano, Baldini Castoldi Dalai, 2006, ISBN 88-8490-949-X.
- Parliamo di musica, Milano, Mondadori, 2013, ISBN 978-88-04-62112-6.
- Il monello, il guru, l’alchimista e altre storie di musicisti, Milano, Mondadori, 2015, ISBN 978-88-04-65820-7.
- Stefano Bollani, Mauro Biglino, Anne Givaudan e Igor Sibaldi, Dialoghi tra alieni. Conversazioni su universi vicini e lontani, Arte di Essere e Trigono Edizioni, settembre 2017, ISBN 978-88-999-9401-3.
- Il tempo della stravaganza, Milano, Mondadori, 2025, ISBN 978-88-04-79347-2.

### Audiolibri e libri-cd
- David Riondino, Stefano Bollani, Cantata dei pastori immobili, Roma, Donzelli, 2004, ISBN 978-8879899000. Libro-cd con testi di David Riondino, musiche di Stefano Bollani, disegni di Sergio Staino.
- Toni Servillo (voce recitante), Stefano Bollani (musiche originali), In un borgo della Mancia. Audiolibro contenuto in Miguel de Cervantes Saavedra, Don Chisciotte della Mancia, tavole di Mimmo Paladino, Roma, Editalia, 2005. ISBN 88-7060-485-3.
- Ángeles Mastretta, Donne dagli occhi grandi, Roma, Full Color Sound, 2006. ISBN 978-8878460140. Audiolibro con letture di Lella Costa, musiche di Stefano Bollani.
- Edgar Allan Poe, Il rumore del cuore. Il gatto nero, Roma, Luca Sossella, 2006. ISBN 978-8887995954. Libro-cd con letture di Marco Baliani, musiche di Stefano Bollani.
- Fosco Maraini, Gnòsi della fànfole, Milano, Baldini Castoldi Dalai, 2007. ISBN 978-8860730749. Libro-cd con musiche di Stefano Bollani e Massimo Altomare (nuova edizione del cd del 1998).
- Stefano Bollani, David Riondino, Lo zibaldone del Dottor Djembè, Milano, Baldini Castoldi Dalai, 2008. ISBN 88-6073-318-9.
- Marco Vichi, Nessuna pietà, Milano, Magazzini Salani, 2009. ISBN 978-8862123396. Libro-cd con musiche di autori vari (brano Addio Amore).